# So gute Freunde
So gute Freunde ist eine US-amerikanische Filmkomödie aus dem Jahre 1971. Regie führte Otto Preminger. Der Geschichte liegt der gleichnamige Roman von Lois Gould zugrunde.

## Handlung
Die Handlung spielt in der oberen Mittelschicht unter gutsituierten Apartmentbewohnern von Manhattan. Im Zentrum des Geschehens steht Julie Messinger. Die New Yorker Hausfrau ist mit Richard Messinger verheiratet, einem ziemlich selbstgefälligen Macho, der als Art Director eines angesehenen Fotomagazins tätig ist. Beide haben zwei laute und ungestüme Söhne. Zum Freundeskreis der Messingers zählen der nicht allzu befähigte Arzt Dr. Timothy „Timmy“ Spector sowie der Fotograf Cal Whiting und dessen im selben Haus wohnende Freundin Miranda. Als Richard eines Tages ins Krankenhaus muss, um einen kleinen Leberfleck am Hals entfernen zu lassen, der sich als gutartig erweist, kommt es unerwarteterweise zu einer Komplikation, die eine Bluttransfusion nötig macht. Infolge einer allergischen Reaktion macht zunächst Richards Leber schlapp, dann beginnen auch alle anderen Organe Stück für Stück zu versagen, und der Patient fällt in ein Koma. Rasch finden sich die titelgebenden „so guten Freunde“ ein, und manche unangenehmen Wahrheiten werden offenbart. 
So stellt sich heraus, dass Cals Freundin Miranda schon seit langem eine Affäre mit Richard hat und beide sehr ineinander verliebt sind. Verzweifelt konfrontiert Julie Miranda mit dieser Hiobsbotschaft, die daraufhin zugibt, dass Richard und sie sogar über die Möglichkeit einer Heirat gesprochen hätte, aber sie, Miranda, derzeit zu diesem entscheidenden Schritt nicht bereit gewesen sei. Mirandas Hinwendung zu Richard hat aber auch mit Cals Impotenz zu tun, die wiederum der Grund dafür ist, weshalb Cals Verführungsversuch gegenüber Julie – die klägliche Absicht, sich an der untreuen Freundin Miranda zu rächen – scheitert. Auch Julies Mutter, die sich tagein, tagaus nur Banalitäten wie Pediküre, Maniküre und der Gesichtsverschönerung hingibt, ist in dieser Notsituation keine Hilfe für ihre Tochter. Julie begibt sich an Richards Krankenbett und macht dem komatösen, untreuen Ehemann klar, dass sie sich niemals scheiden lassen und nötigenfalls sogar seinen guten Ruf ruinieren werde. Der Arzt Timmy Spector lädt Miranda in sein Apartment ein und erklärt der erstaunten Julie, dass auch er von Richards Affären wisse und Miranda nicht die einzige Geliebte des untreuen Richard sei. Aber aus alter Freundschaft heraus wollte er nicht illoyal sein und ihn verraten. 
Julie glaubt, ihren Ohren nicht zu trauen und schlägt Timmy. Sie ist unglaublich wütend, versucht ihn aber gleich im Anschluss daran, ihn zu verführen, diesmal aber, anders als noch bei Cal, mit Erfolg. Um den Katastrophentag „perfekt“ zu machen, entdeckt Julie am selben Abend in Richards Unterlagen ein kleines schwarzes Notizbuch, in dem ihr Ehemann feinsäuberlich die kodierten Namen all seiner Geliebten, darunter zahlreiche gemeinsame Freundinnen, aufgelistet hat. Sie überreicht das „Schwarzbuch“ Cal, damit er Miranda klarmachen kann, dass sie nur eine von vielen in Richards Leben und Bett gewesen war. Am nächsten Tag erleidet Richard einen Herzstillstand, und Julie überrascht sich selbst bei dem Gedanken, dass sie hofft, ihr Mann möge diese Krisensituation überstehen, weil sie nicht will, dass er sich auf eine derart bequeme Weise aus ihrem Leben stiehlt, ohne dass beide noch einmal über sein Verhalten gesprochen hätten. Als Timmy Julie die Nachricht überbringt, dass Richard nun doch gestorben sei, nimmt sie ihre Söhne an die Hand und geht mit ihnen für einen Spaziergang in den Central Park, um über die Zukunft nachzudenken.

## Produktionsnotizen
So gute Freunde wurde am 21. Dezember 1971 uraufgeführt. Die deutsche Premiere fand am 23. März 1973 statt.
Die gemeinhin als sehr schwierig geltende Drehbuchautorin, Schauspielerin und Regisseurin Elaine May verfasste das Drehbuch unter dem Pseudonym Esther Dale, weil sie aus unerfindlichen Gründen namentlich nicht genannt werden wollte.
Rouben Ter-Arutunian entwarf die Filmbauten.
Hauptdarstellerin Dyan Cannon erhielt 1972 eine Nominierung für den Golden Globe.

## Kritiken
Roger Ebert schrieb am 17. Januar 1972 in der Chicago Sun-Times: „Otto Premingers Such Good Friends ist eine harte, unsentimentale, zutiefst zynische Komödie über das gelebte Leben – unglückseligerweise – in New York City. Es ist Premingers bester Film seit langem, wahrscheinlich seit Anatomie eines Mordes von 1959.“

„Scharfe schwarze Komödie (…) Gute Ensemble-Schauspielerei hält sauer-komisches Drehbuch am Laufen.“

„Mischung aus Satire und Tragikomödie; handwerklich perfekt, psychologisch jedoch nicht überzeugend, mit Sexszenen modisch aufgeputzt.“

„Satirische Parabel schwankt zwischen Sexkomödie und medizinischem Exposé hin und her; alles in allem schwergängig, aber mit guten Momenten.“